# Ulica Górnośląska w Warszawie

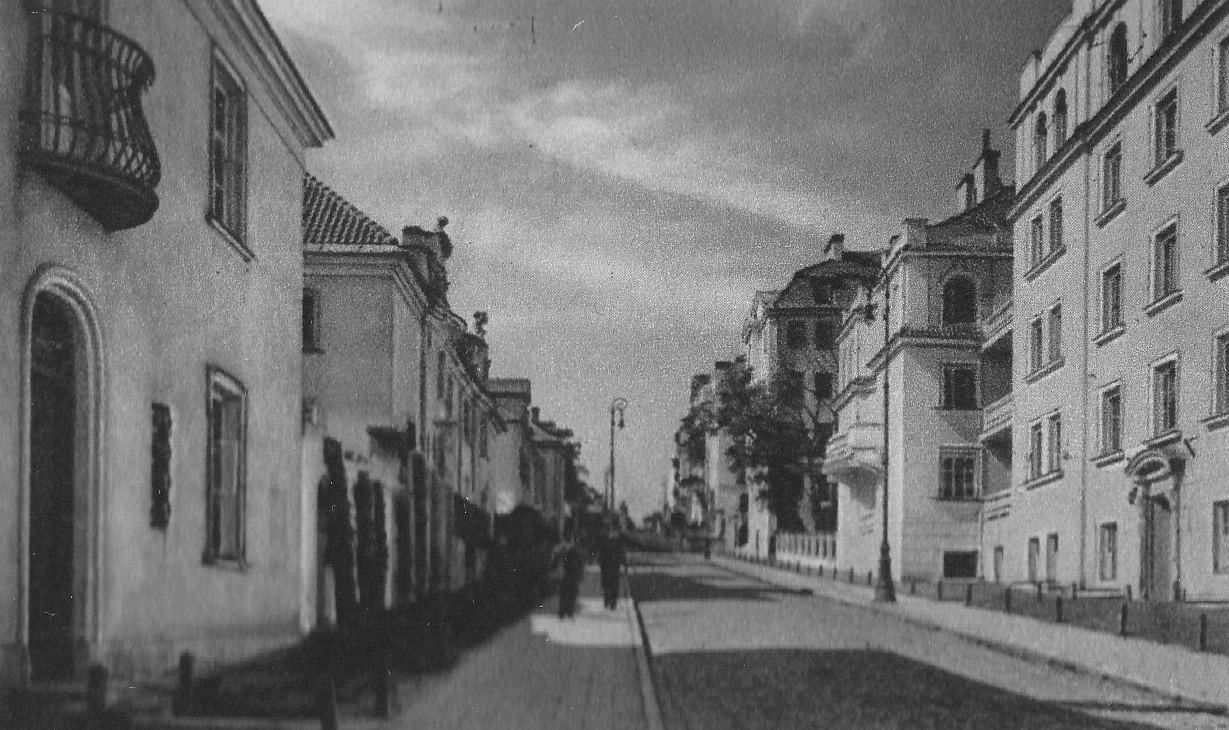
Ulica Górnośląska przed 1939, po lewej wille Kolonii Profesorskiej

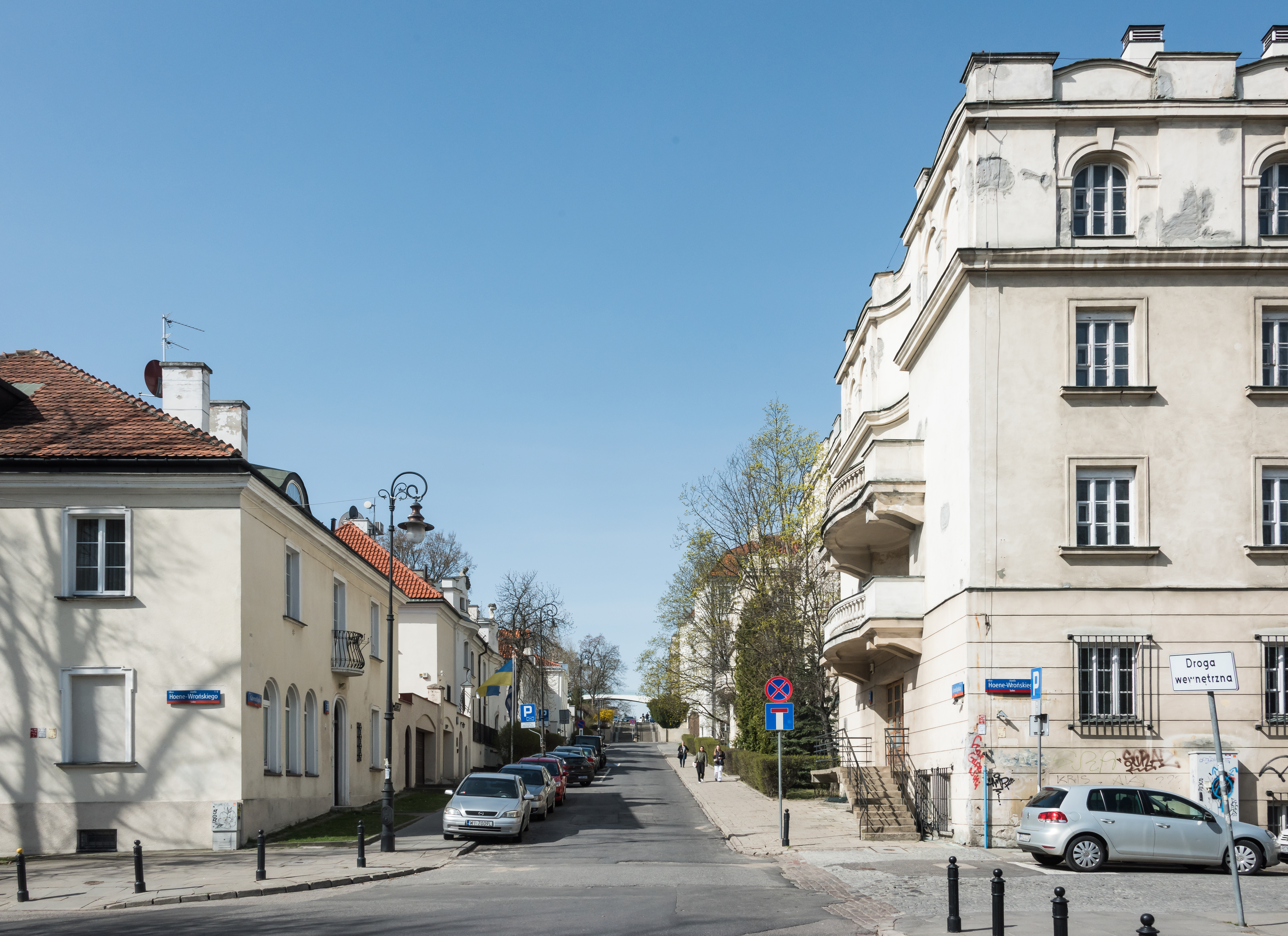
Ulica przy skrzyżowaniu z ul. Hoene-Wrońskiego, widok w kierunku zachodnim

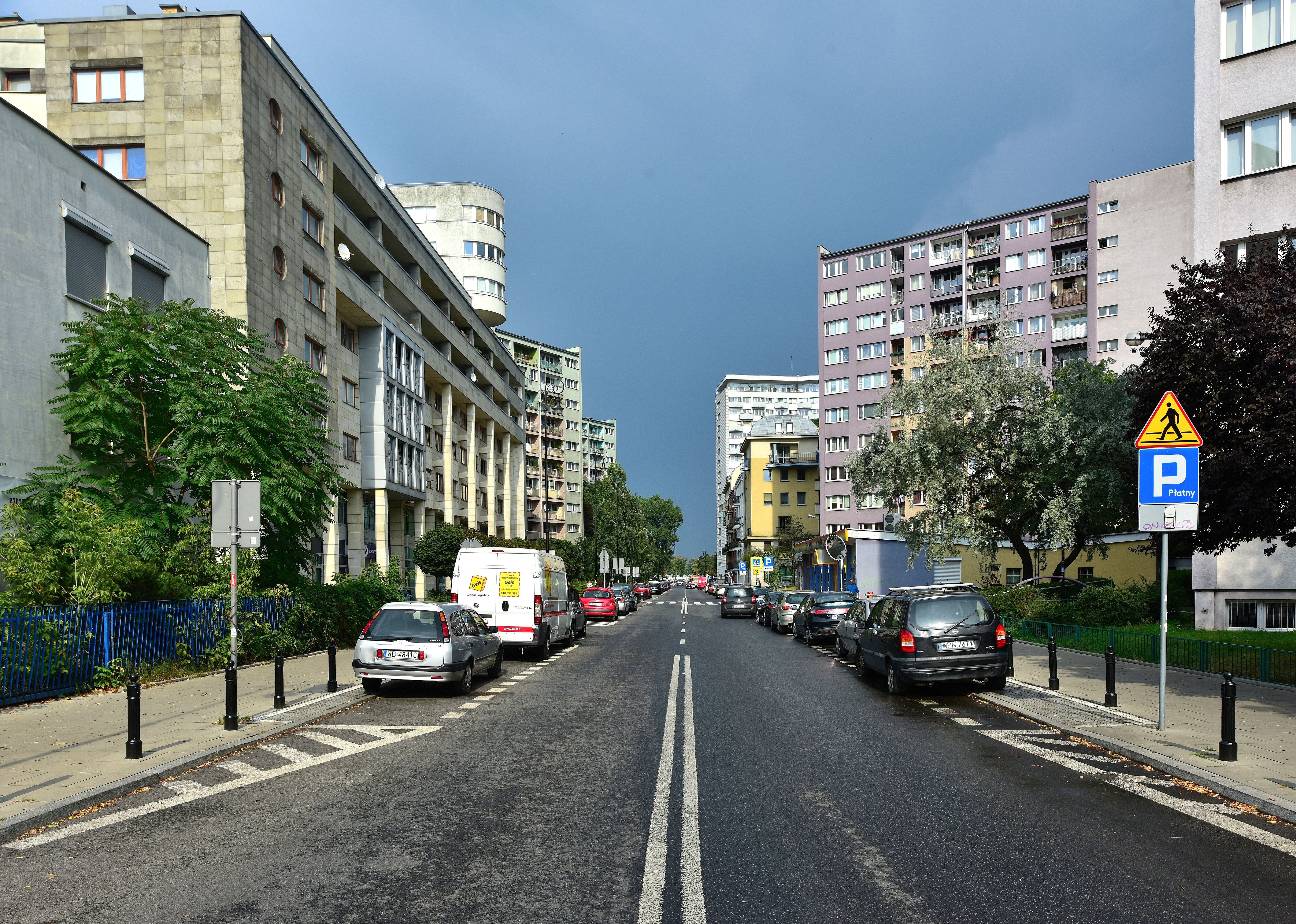
Ulica przy ul. Koźmińskiej, widok w kierunku wschodnim (2019)

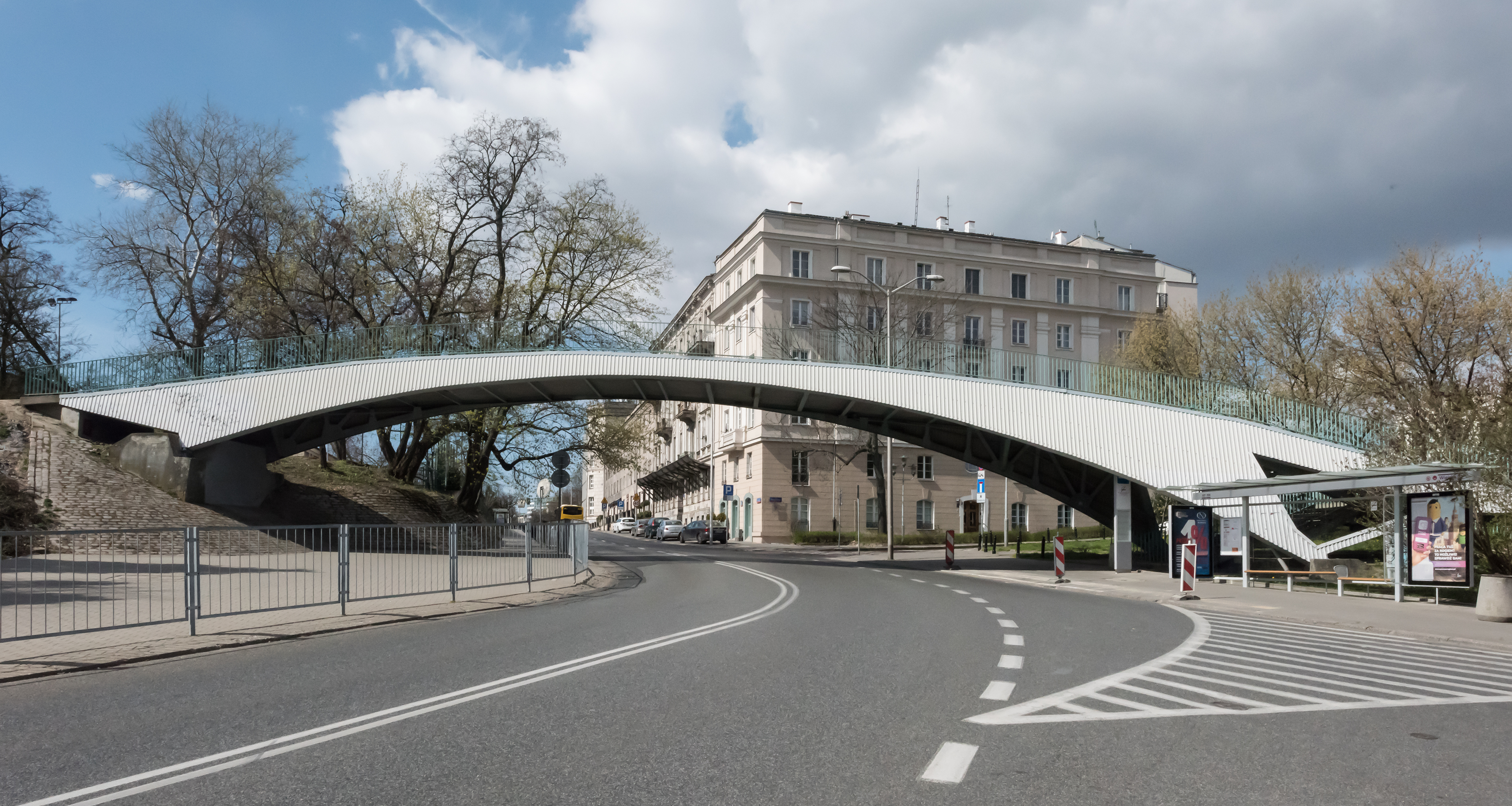
Kładka nad ulicą

Ulica Górnośląska – ulica w warszawskiej dzielnicy Śródmieście.

## Historia
Ulica Górnośląska pojawiła się na mapach jako droga po raz pierwszy w roku 1740. Biegła w wąwozie od ulicy Wiejskiej do Rozbrat. Od 1770 nosiła nazwę Górna, realnie umotywowaną położeniem ulicy. Około 1778 uregulowano ją na całej długości. Rozdzielała w tym czasie ogrody Tivoli ks. Stanisława Poniatowskiego od ogrodu Ustronie należącego do jego syna, ks. Kazimierza Poniatowskiego.
Od ok. 1775 r. u zbiegu ulic Górnośląskiej i Rozbrat działała wielka cegielnia królewska, sięgająca aż do dzisiejszego przebiegu ul. Myśliwieckiej. Przestała istnieć po roku 1825.
Pod nr. 2/4 od lat osiemdziesiątych XVIII w. działał browar. W późniejszym okresie, około 1865 r. zastąpiono go Fabryką Odlewów Żelaznych „Ostrowski i Spółka”, a od 1892 r. w tych samych zabudowaniach działała fabryka włókiennicza Albert Blazy i Spółka, przejęta w 1898 r. przez Rosyjsko-Włoskie Towarzystwo Akcyjne Wyrobów Włóknistych.
Po roku 1779 trwała rozbudowa rezydencji Ustronie ks. Kazimierza Poniatowskiego. Poprzedzony dziedzińcem pałac zaprojektował Stanisław Zawadzki. Od roku 1799 właścicielami pałacu byli Radziwiłłowie. Ostatni z jego posiadaczy, Dominik Radziwiłł, w 1820 r. sprzedał go rządowi Królestwa Polskiego.
Po tym czasie w pałacu mieściły się koszary pułku strzelców pieszych, zwane Koszarami Radziwiłłowskimi. Ostatnie relikty tego założenia unicestwiły walki w 1944 r.
Początkowy odcinek ulicy do końca XIX w. miał proletariacki charakter, będąc zapleczem przemysłowej ul. Czerniakowskiej. Około 1900 r. wzniesiono tam pod nr. 8 dom przyfabryczny dla robotników fabryki Rosyjsko-Włoskiego Towarzystwa Akcyjnego Wyrobów Włóknistych oraz kilka kamienic czynszowych o podobnym standardzie.
Końcowy odcinek Górnośląskiej, bliski rejonom ulic Wiejskiej, Pięknej i Alej Ujazdowskich miał całkiem wielkomiejską zabudowę: w okresie 1895-1905 wystawiono tu cztery kamienice o wysokim standardzie mieszkań i bogatym wystroju fasad. Właścicielem jednej z nich był znany w branży piwowarskiej Seweryn Jung, syn Hermana Junga. Pod nr. 22 wzniósł swoją kamienicę Leon Breslauer. Pozostaje ona do dziś najcenniejszym i najlepiej zachowanym przykładem ornamentyki secesyjnej kamienicy w mieście.
Najwięcej pustych placów do lat dwudziestych XX w. pozostawało w środkowym odcinku ulicy. Było to spowodowane niestabilnością gruntu skarpy.
Od 1923 r. przy nieparzystej stronie tego fragmentu Górnośląskiej powstało sześć willi, wchodzących w skład Kolonii Profesorskiej. Teren Kolonii ograniczały ulice: Górnośląska, Hoene-Wrońskiego i Myśliwiecka. Jej willowa zabudowa inspirowana była stylistyką baroku i klasycyzmu. Twórcami projektów domów i ich mieszkańcami byli profesorowie Wydziału Architektury Politechniki Warszawskiej i zarazem architekci: Czesław Domaniewski, Tadeusz Zieliński, Zdzisław Mączeński, Władysław Michalski, Marian Lalewicz i Czesław Przybylski.
Po przeciwnej stronie ulicy wzniesiono w tym czasie większe obiekty: pod nr. 14 – żeński akademik nazywany Domem Akademiczek, fundacji barona Hirscha (autorem projektu był Marian Lalewicz) oraz pod nr. 16 – dom Pierwszego Warszawskiego Towarzystwa Budowy Własnych Mieszkań, przejęty już w trakcie budowy przez Ujazdowską Spółdzielnię Mieszkaniową. Po sąsiedzku pod nr. 18 powstał dom spółdzielni MSZ, zaś pod 20 – Dom Spółdzielczy Pracowników PKO. Autorem tych obiektów również był Marian Lalewicz. Równolegle u zbiegu z ul. Rozbrat powstały dwie szkoły dla dziewcząt: II Miejskie Gimnazjum Żeńskie im. J. Kochanowskiego oraz Państwowa Szkoła Handlowa.
Po 1920 r. kamienice budowano także przy wschodnim odcinku ulicy, jednak wznoszone tu obiekty miały dość prosty i skromny wystrój. W 1929 przy skrzyżowaniu z ul. Czerniakowską (pod adresem Czerniakowska 199), w budynkach pofabrycznych Rosyjsko-Włoskiego Towarzystwa Akcyjnego Wyrobów Włókienniczych, uruchomiono montownię samochodów Citroën należąca do Polskiego Towarzystwa Samochodowego Citroën. W 1922 nazwę ulicy zmieniono na Górnośląską dla uczczenia przyłączenia do Rzeczypospolitej Polskiej wschodniej części Górnego Śląska.
W 1939 r. zniszczeniu uległ dom pracowników MSZ. Kolejne, dużo większe straty w zabudowie przyniósł rok 1944. Wypalone budynki rozebrano w okresie 1946–1947. Mimo tego Górnośląska zachowała wiele ze swego przedwojennego klimatu.
W grudniu 1975 oddano do użytku kładkę nad ulicą Górnośląską przy Myśliwieckiej zaprojektowaną przez Mariana Sokołowskiego i Józefa Sieczkowskiego. Kładka jest elementem ciągu spacerowego wzdłuż skarpy warszawskiej.

## Ważniejsze obiekty
- Zagórna 1a – hotel Ibis Styles Warszawa Centrum
- Kościół Matki Boskiej Częstochowskiej
- Górnośląska 1 i 3 – budynki mieszkalne tzw. „Iksy”, część osiedla Torwar
- Górnośląska 7 i 7a – kamienica Józefa Różyckiego
- Górnośląska 8 – dom mieszkalny fabryki Rosyjsko-Włoskiego Towarzystwa Akcyjnego Wyrobów Włóknistych
- Górnośląska 9/11 – blok mieszkalny, w którym w latach 1967–1988 mieszkał Jan Himilsbach (na budynku tablica pamiątkowa)
- Górnośląska 10 – dom mieszkalny II Miejskiego Gimnazjum Żeńskiego im. J. Kochanowskiego
- Rozbrat 26 róg Górnośląskiej – dawne II Miejskie Gimnazjum Żeńskie im. J. Kochanowskiego
- Górnośląska 14 – Dom Akademiczek
- Górnośląska 16 – dom Pierwszego Towarzystwa Budowy Własnych Mieszkań (Ujazdowskiej Spółdzielni Mieszkaniowej); ostatnie miejsce zamieszkania i śmierci Władysława Reymonta, co upamiętnia tablica odsłonięta w 1967 na frontowej ścianie budynku[5]
- Górnośląska 20 – dom Spółdzielczego Stowarzyszenia Mieszkaniowego Urzędników Pocztowej Kasy Oszczędności
- Górnośląska 22 – kamienica Leona Breslauera
- Górnośląska 24 – dom mieszkalny pracowników Sejmu zaprojektowany przez Bohdana Pniewskiego (1949–1951)[6]
- Park Tadeusza Mazowieckiego
- Górnośląska 31 – budynek Zespołu Szkół nr 23, mieszczący LVIII Liceum Ogólnokształcące im. Krzysztofa Kamila Baczyńskiego i Technikum Budowlane Nr 1 im. Zdzisława Mączeńskiego
- Górnośląska 33 – willa Czesława Domaniewskiego
- Górnośląska 35 – willa Tadeusza Zielińskiego[7], siedziba ambasady Grecji
- Górnośląska 37 – willa Zdzisława Mączeńskiego
- Górnośląska 39 – willa Władysława Michalskiego
- Górnośląska 41 – willa Mariana Lalewicza
- Górnośląska 43 – willa Czesława Przybylskiego, siedziba prałatury personalnej Opus Dei
- Górnośląska 45 – Szkoła Podstawowa nr 12 im. Powstańców Śląskich.